# 100 mètres papillon féminin aux championnats du monde de natation 2024
Cet article traite de l'épreuve féminine. Pour la compétition masculine, voir 100 mètres papillon masculin aux championnats du monde de natation 2024.
Le 100 mètres papillon féminin est une épreuve de natation sportive des championnats du monde de natation 2024. Elle a lieu les 11 et 12 février 2024 à Doha au Qatar.

## Records
Avant cette compétition, les records dans cette discipline étaient :
| Record du monde       | 55 s 48 | Sarah Sjöström | 7 août 2016     | Rio de Janeiro, Brésil |
| Record du championnat | 55 s 53 | Sarah Sjöström | 24 juillet 2017 | Budapest, Hongrie      |

## Résultats détaillés
Les 16 meilleurs temps se qualifient pour les demi-finales (Q), puis les 8 meilleurs demi-finalistes passent en finale (F).

### Séries
| Rang | Série | Ligne | Nageuse               | Pays                                                                          | Temps        | Commentaire         |
| ---- | ----- | ----- | --------------------- | ----------------------------------------------------------------------------- | ------------ | ------------------- |
| 1    | 3     | 4     | Angelina Köhler       | Allemagne                                                                     | 56.41        | Q Record natational |
| 2    | 4     | 4     | Louise Hansson        | Suède                                                                         | 57.45        | Q                   |
| 3    | 3     | 5     | Erin Gallagher        | Afrique du Sud                                                                | 57.59        | Q Record d'Afrique  |
| 4    | 5     | 5     | Brianna Throssell     | Australie                                                                     | 57.78        | Q                   |
| 5    | 5     | 4     | Claire Curzan         | États-Unis                                                                    | 57.94        | Q                   |
| 6    | 4     | 5     | Alexandria Perkins    | Australie                                                                     | 58.10        | Q                   |
| 7    | 5     | 6     | Chiharu Iitsuka       | Japon                                                                         | 58.35        | Q                   |
| 8    | 5     | 3     | Barbora Seemanová     | Tchéquie                                                                      | 58.37        | Q                   |
| 9    | 4     | 2     | Helena Rosendahl Bach | Danemark                                                                      | 58.67        | Q                   |
| 10   | 4     | 3     | Anna Ntountounaki     | Grèce                                                                         | 58.72        | Q                   |
| 11   | 4     | 6     | Nagisa Ikemoto        | Japon                                                                         | 58.73        | Q                   |
| 12   | 4     | 0     | Anastasiya Kuliashova | NIAWorld Aquatics : Neutral Independent Athletes (athlète neutre indépendant) | 58.94        | Q                   |
| 13   | 3     | 7     | Farida Osman          | Égypte                                                                        | 59.11        | Q                   |
| 15   | 3     | 3     | Katerine Savard       | Canada                                                                        | 59.24        | Q                   |
| 16   | 3     | 1     | Park Jung-won         | Corée du Sud                                                                  | 59.32        | Q                   |
| 17   | 3     | 6     | Paulina Peda          | Pologne                                                                       | 59.47        |                     |
| 18   | 3     | 2     | Quah Jing Wen         | Singapour                                                                     | 59.61        |                     |
| 19   | 4     | 1     | Paula Juste           | Espagne                                                                       | 59.82        |                     |
| 20   | 4     | 9     | Gong Zhenqi           | Chine                                                                         | 59.87        |                     |
| 21   | 4     | 7     | Mariana Pacheco       | Portugal                                                                      | 59.93        |                     |
| 22   | 5     | 9     | Laura Lahtinen        | Finlande                                                                      | 1:00.06      |                     |
| 23   | 5     | 1     | Valentina Becerra     | Colombie                                                                      | 1:00.34      |                     |
| 24   | 3     | 8     | Sofia Spodarenko      | Kazakhstan                                                                    | 1:00.39      |                     |
| 24   | 4     | 8     | María José Mata Cocco | Mexique                                                                       | 1:00.39      |                     |
| 26   | 5     | 8     | Natalie Kan           | Hong Kong                                                                     | 1:00.50      |                     |
| 27   | 5     | 7     | Sonia Laquintana      | Italie                                                                        | 1:01.31      |                     |
| 28   | 3     | 0     | Kamonchanok Kwanmuang | Thaïlande                                                                     | 1:01.45      |                     |
| 29   | 3     | 9     | Jessica Calderbank    | Jamaïque                                                                      | 1:01.82      |                     |
| 30   | 5     | 0     | Luana Alonso          | Paraguay                                                                      | 1:02.33      |                     |
| 31   | 2     | 5     | Varsenik Manucharyan  | Arménie                                                                       | 1:02.59      |                     |
| 32   | 2     | 3     | Ana Nizharadze        | Géorgie                                                                       | 1:03.28      |                     |
| 33   | 2     | 6     | Oumy Diop             | Sénégal                                                                       | 1:03.97      |                     |
| 34   | 2     | 7     | Lia Lima              | Angola                                                                        | 1:03.98      |                     |
| 35   | 2     | 2     | Imara Thorpe          | Kenya                                                                         | 1:04.81      |                     |
| 36   | 2     | 8     | María Fernández       | République dominicaine                                                        | 1:05.08      |                     |
| 37   | 2     | 1     | Cheang Weng Chi       | Macao                                                                         | 1:05.11      |                     |
| 38   | 2     | 0     | Rebecca Najem         | Liban                                                                         | 1:05.57      |                     |
| 39   | 1     | 7     | Mia Laban             | Îles Cook                                                                     | 1:07.35      |                     |
| 40   | 2     | 9     | Amaya Bollinger       | Guam                                                                          | 1:08.15      |                     |
| 41   | 1     | 4     | Sara Akasha           | Émirats arabes unis                                                           | 1:11.72      |                     |
| 42   | 1     | 5     | Naekeisha Louis       | Sainte-Lucie                                                                  | 1:14.92      |                     |
| 43   | 1     | 6     | Sonia Khatun          | Bangladesh                                                                    | 1:17.86      |                     |
| 44   | 1     | 3     | Amylia Chali          | Tanzanie                                                                      | 1:19.92      |                     |
| 45   | 1     | 2     | Leena Mohamedahmed    | Soudan                                                                        | 1:36.65      |                     |
| –    | 2     | 4     | María Schutzmeier     | Nicaragua                                                                     | Non partante | Non partante        |

### Demi-finales
| Rang | Série | Ligne | Nageuse               | Pays                                                                          | Temps | Commentaire         |
| ---- | ----- | ----- | --------------------- | ----------------------------------------------------------------------------- | ----- | ------------------- |
| 1    | 2     | 4     | Angelina Köhler       | Allemagne                                                                     | 56.11 | F Record natational |
| 2    | 2     | 3     | Claire Curzan         | États-Unis                                                                    | 57.06 | F                   |
| 3    | 1     | 5     | Brianna Throssell     | Australie                                                                     | 57.22 | F                   |
| 4    | 1     | 4     | Louise Hansson        | Suède                                                                         | 57.28 | F                   |
| 5    | 1     | 2     | Anna Ntountounaki     | Grèce                                                                         | 57.86 | F                   |
| 6    | 2     | 5     | Erin Gallagher        | Afrique du Sud                                                                | 57.92 | F                   |
| 7    | 2     | 6     | Chiharu Iitsuka       | Japon                                                                         | 58.01 | F                   |
| 8    | 1     | 3     | Alexandria Perkins    | Australie                                                                     | 58.05 | F                   |
| 9    | 2     | 2     | Helena Rosendahl Bach | Danemark                                                                      | 58.15 |                     |
| 10   | 1     | 6     | Barbora Seemanová     | Tchéquie                                                                      | 58.28 |                     |
| 11   | 2     | 7     | Nagisa Ikemoto        | Japon                                                                         | 58.61 |                     |
| 12   | 2     | 8     | Katerine Savard       | Canada                                                                        | 58.73 |                     |
| 13   | 1     | 8     | Park Jung-won         | Corée du Sud                                                                  | 58.75 |                     |
| 14   | 1     | 7     | Anastasiya Kuliashova | NIAWorld Aquatics : Neutral Independent Athletes (athlète neutre indépendant) | 59.03 |                     |
| 15   | 2     | 1     | Farida Osman          | Égypte                                                                        | 59.12 |                     |
| 16   | 1     | 1     | Amina Kajtaz          | Croatie                                                                       | 59.22 |                     |

### Finale
| Rang               | Ligne | Nageuse            | Pays           | Temps   |
| ------------------ | ----- | ------------------ | -------------- | ------- |
| Médaille d'or      | 4     | Angelina Kohler    | Allemagne      | 56 s 28 |
| Médaille d'argent  | 5     | Claire Curzan      | États-Unis     | 56 s 61 |
| Médaille de bronze | 6     | Louise Hansson     | Suède          | 56 s 94 |
| 4                  | 3     | Brianna Throssell  | Australie      | 56 s 97 |
| 5                  | 2     | Anna Ntountounaki  | Grèce          | 57 s 62 |
| 6                  | 8     | Alexandria Perkins | Australie      | 57 s 68 |
| 7                  | 7     | Erin Gallagher     | Afrique du Sud | 57 s 83 |
| 8                  | 1     | Chiharu Iitsuka    | Japon          | 58 s 23 |